# María Isabel García Asensio
María Isabel García Asensio (Marisa) (Málaga, 29 de mayo de 1970) es una cantante y música española. Comienza su andadura musical en solitario, alcanza su éxito comercial liderando Paradisio con su sencillo Bailando, y más tarde retoma su carrera en solitario.

## Biografía
María Isabel García Asensio nace el 29 de mayo de 1970 en Málaga (España), aunque pronto se traslada a Bélgica. Es también conocida como Marisa García Asensio o simplemente Marisa, (que es su nombre artístico). Desde muy pequeña, ya le gustaba cantar, y en sus inicios lo hace tanto en francés como en castellano.
Comienza su carrera con el nombre artístico de Marisa, editando el sencillo Love & Melody / Vivre avec toi en 1991, al año siguiente el maxisencillo Bonito y el sencillo Chante brother este último bajo el nombre de Marisa & Power People para la causa Song for Life en ayuda a la ex-Yugoslavia.
En 1995 se une a la banda belga de música eurodance llamada Paradisio de la mano de Patrick Samoy y Luc Rigaux de la Unity MixerAFame. Graba su primera canción con Paradisio titulada Un Clima Ideal en 1995 y se convierte, a partir de ese momento y hasta que abandona la banda, en la cantante principal. Era conocida por su vistosa ropa y sus coloridas pelucas (generalmente rosas o azules) que utilizaba en sus conciertos en vivo y para los vídeos musicales que graban. Canciones como Bandolero, Vamos a la discoteca o Paseo fueron muy conocidas y, especialmente, Bailando, que se convierte en su mayor éxito en el verano de 1997.
Se desliga del grupo en 1999 debido a problemas con la compañía discográfica que se declara en quiebra, y siguió su carrera en solitario con su nombre artístico, sacando dos sencillos, Chocolate café y Copa de champaña.
Actualmente ella vive en Bélgica. Está casada con Dj-Charley Bis desde 2008 y tiene dos hijos.
El 27 de febrero de 2019 mediante su página de Facebook anuncia SOON SURPRISE... Marisa, mensaje que desplegaba un posible regreso ante su anterior y último sencillo Copa de champaña. El 8 de marzo dentro de una nueva publicación se confirma estar trabajando en un nuevo sencillo junto al productor/compositor Patrick Hamilton, quien es director de The Globe and BROMO Music Publishing. La nueva canción fue escrita por ellos dos hace 18 años atrás. El 28 de marzo se publica en sus redes sociales la portada del nuevo sencillo, llamado Mistere E Misterio. El nuevo sencillo cuenta con la colaboración junto a su esposo Dj-Charley Bis. Posteriormente el 4 de abril se estrena Mistere E Misterio en las principales plataformas de streaming musical como iTunes, Spotify, Amazon, etc.
El 31 de julio en una publicación de sus redes sociales, menciona una próxima sorpresa. El 4 de agosto publica la portada y el nombre de su nueva canción, llamada Sin Permiso. La cual finalmente es estrenada el 8 de julio. Luego de unos meses. El 9 de septiembre Marisa da a conocer una fotografía en su Facebook aludiendo a estar grabando un nuevo videoclip, diciendo: Holà Amigos! Vuelvo!. Aproximadamente una semana después, ella confirma estar grabando un nuevo videoclip. El 19 de septiembre muestra un pequeño teaser de su próximo y nuevo videoclip Mistere E Misterio SUMMERMIX, versión más calma y actual que Mistere E Misterio original. El 29 de septiembre se estrena en su canal de YouTube el vídeoclip de Mistere E Misterio SUMMERMIX junto a Dj-Charley Bis.

## Discografía

### En solitario
- Love & Melody / Vivre avec toi (sencillo) (Hot Town Music, 1991)
- Bonito (maxisencillo) (Hot Town Music, 1992)
- Bonito (sencillo) (Hot Town Music, 1992)
- Chante brother (Marisa & Power People) (sencillo) (Indisc, 1992)
- Chocolate café (sencillo) (Creastore Music, 2000)
- Copa de champaña (sencillo) (Creastore Music, 2001)
- Mister E Misterio (Marisa & DJ Charley) (sencillo) (Starbridge Records, 2019)
- Mister E Misterio SUMMERMIX (Marisa & DJ Charley) (sencillo) (Starbridge Records, 2019)
- Sin permiso (sencillo) (Starbridge Records, 2019)

### ConParadisio
- Un clima ideal (sencillo) (Arcade Music, 1995)
- Bailando (sencillo) (Arcade Music, 1996)
- Bandolero (sencillo) (Arcade Music, 1996)
- Ritmo de la noche rap (featuring DJ Lorenzo) (maxisencillo) (Arcade Music, 1996)
- Paradisio (CNR Music, 1997)
- Vamos a la discoteca (sencillo) (CNR Music, 1997)
- Dime cómo (sencillo) (CNR Music, 1997)
- Paseo (sencillo) (CNR Music, 1998)